# Montbrun-les-Bains
Pour les articles homonymes, voir Montbrun.
Montbrun-les-Bains est une commune française située dans le département de la Drôme en région Auvergne-Rhône-Alpes.
Ses habitants sont dénommés les Montbrunois(es).

## Géographie

### Localisation
Montbrun-les-Bains est situé à 15 km au sud-ouest de Séderon (chef-lieu de canton), à 12 km au nord de Sault dans le Vaucluse et à 26 km au sud-est de Buis-les-Baronnies.

### Relief et géologie
Montbrun-les-Bains est une commune de montagne. De chaque côté des reliefs, on retrouve les versants nommés adrets et ubacs (Adret et Ubac de la Courge, Adret et Ubac de Vic).

On a aussi l'Ubac et le Grand Adret, ainsi que la Côte Masseline.

### Hydrographie
Le Toulourenc traverse la commune dans le sens nord-sud, en passant à l'ouest du village.

### Climat
Pour des articles plus généraux, voir Climat d'Auvergne-Rhône-Alpes et Climat de la Drôme.
En 2010, le climat de la commune est de type climat méditerranéen altéré, selon une étude du CNRS s'appuyant sur une série de données couvrant la période 1971-2000. En 2020, Météo-France publie une typologie des climats de la France métropolitaine dans laquelle la commune est exposée à un climat de montagne ou de marges de montagne et est dans une zone de transition entre les régions climatiques « Provence, Languedoc-Roussillon » et « Alpes du sud ».
Pour la période 1971-2000, la température annuelle moyenne est de 11,2 °C, avec une amplitude thermique annuelle de 16,6 °C. Le cumul annuel moyen de précipitations est de 954 mm, avec 7 jours de précipitations en janvier et 4,5 jours en juillet. Pour la période 1991-2020, la température moyenne annuelle observée sur la station météorologique de Météo-France la plus proche, sur la commune de Séderon à 8 km à vol d'oiseau, est de 9,7 °C et le cumul annuel moyen de précipitations est de 1 032,4 mm,. Pour l'avenir, les paramètres climatiques de la commune estimés pour 2050 selon différents scénarios d'émission de gaz à effet de serre sont consultables sur un site dédié publié par Météo-France en novembre 2022.

### Voies de communication et transports
La commune est accessible par la route départementale RD 546 depuis Barret-de-Lioure et Aurel, ainsi que par la RD 72 depuis Reilhanette et la RD 159 depuis Aulan.

## Urbanisme

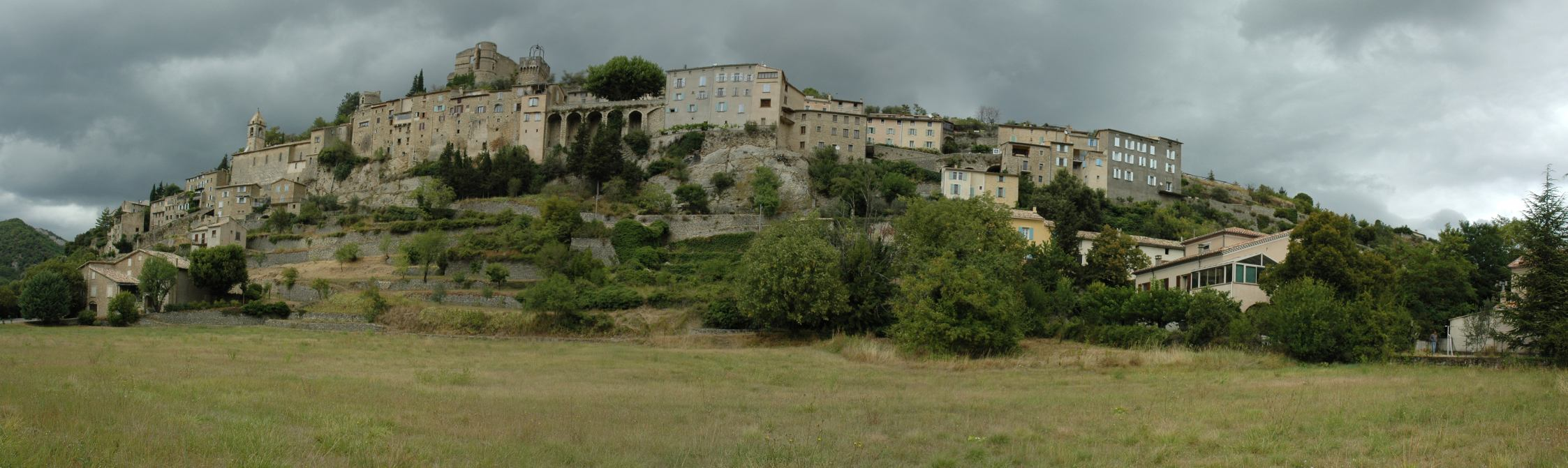
Vue panoramique du site.

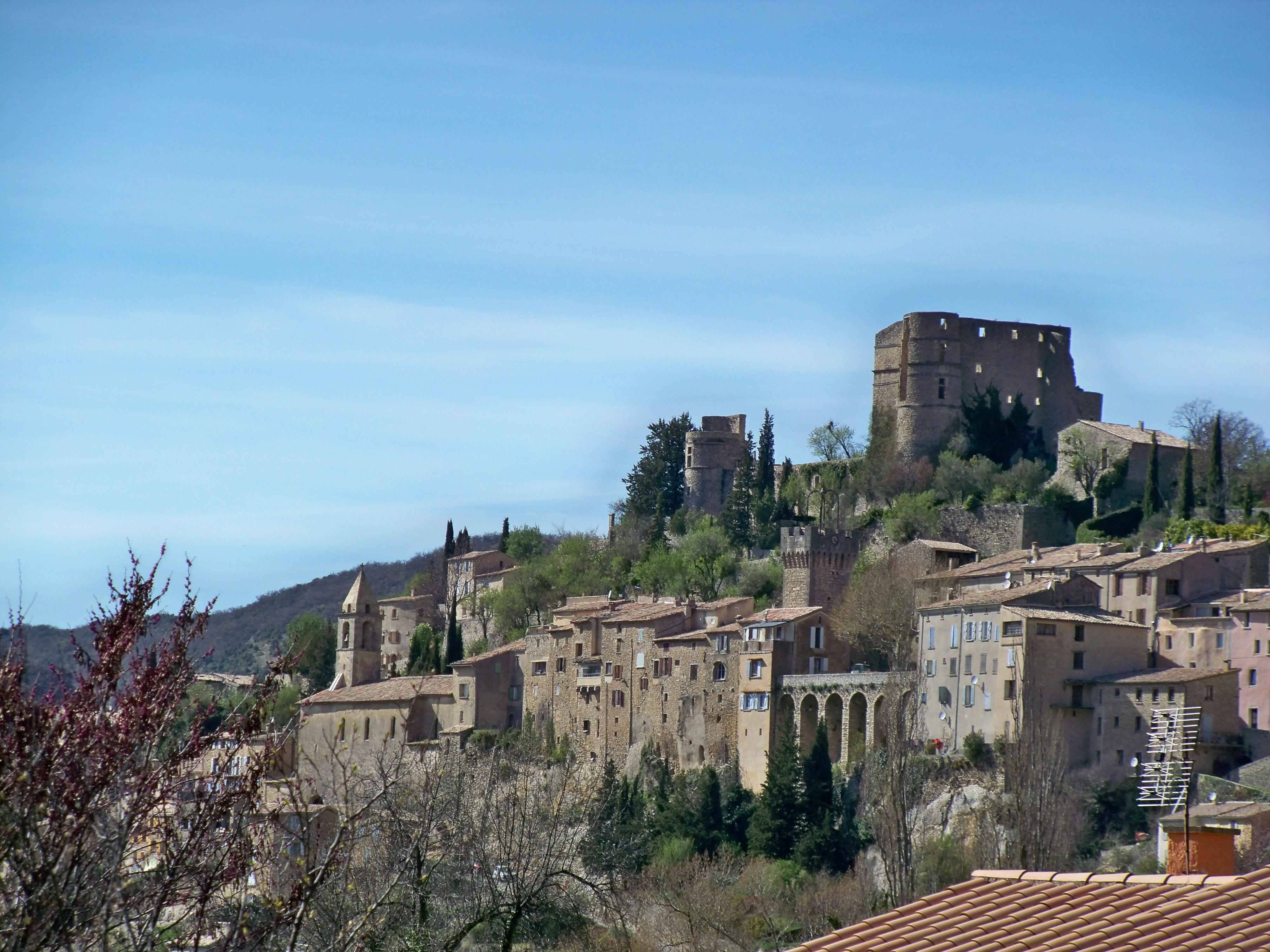
Montbrun, village perché.

### Typologie
Au 1er janvier 2024, Montbrun-les-Bains est catégorisée commune rurale à habitat dispersé, selon la nouvelle grille communale de densité à 7 niveaux définie par l'Insee en 2022.
Elle est située hors unité urbaine et hors attraction des villes,.

### Occupation des sols
L'occupation des sols de la commune, telle qu'elle ressort de la base de données européenne d’occupation biophysique des sols Corine Land Cover (CLC), est marquée par l'importance des forêts et milieux semi-naturels (79,2 % en 2018), en diminution par rapport à 1990 (81,2 %). La répartition détaillée en 2018 est la suivante : 
forêts (38,6 %), milieux à végétation arbustive et/ou herbacée (37,8 %), zones agricoles hétérogènes (18,6 %), espaces ouverts, sans ou avec peu de végétation (2,8 %), zones urbanisées (1,1 %), prairies (0,9 %), terres arables (0,2 %). L'évolution de l’occupation des sols de la commune et de ses infrastructures peut être observée sur les différentes représentations cartographiques du territoire : la carte de Cassini (XVIIIe siècle), la carte d'état-major (1820-1866) et les cartes ou photos aériennes de l'IGN pour la période actuelle (1950 à aujourd'hui).

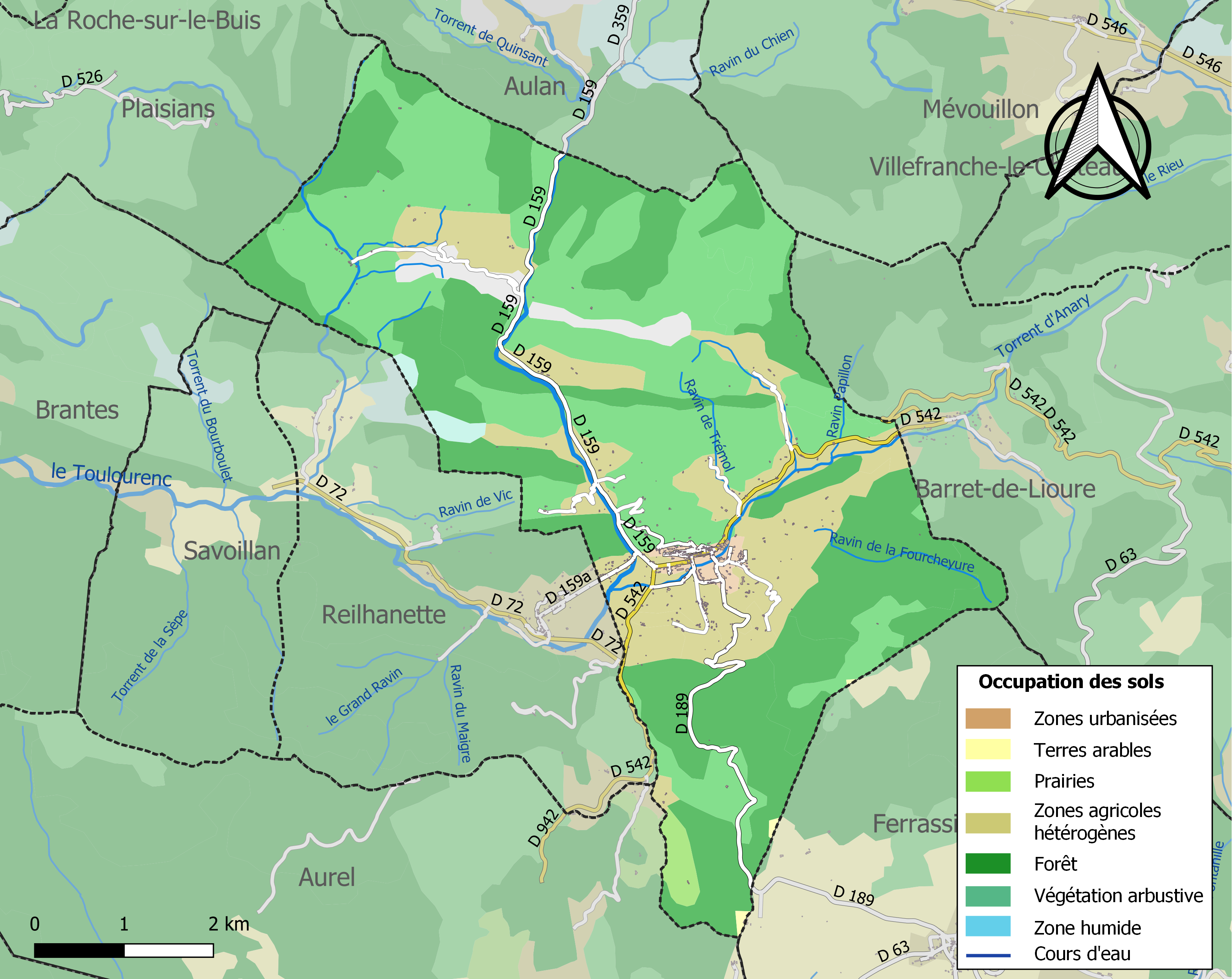
Carte des infrastructures et de l'occupation des sols de la commune en 2018 (CLC).

### Morphologie urbaine
Montbrun est un village perché.

#### Hameaux et lieux-dits
- Boucoule, Vergol, la Gabelle.

En 1891, le bois l'Adret-d'Aler est attesté.

## Toponymie

### Attestations
Dictionnaire topographique du département de la Drôme :
- 1233 : Montbru (cartulaire de Durbon).
- 1281 : castrum Montis Bruni (de Coston, Étymologies de la Drôme, 35).
- 1308 : mention de l'église Notre-Dame : ecclesia Beate Marie de Montebruno (archives de la Drôme, E 3317).
- 1317 : ad Montem Brunum (Valbonnais, II, 165).
- 1400 : locus Montisbruni (archives de la Drôme, E 3314).
- 1516 : mention du prieuré : prioratus Montisbruni (pouillé de Gap).
- 1891 : Montbrun, commune du canton de Séderon.

1887 : la commune devient Montbrun-les-Bains,[réf. nécessaire].

### Étymologie
Plusieurs hypothèses : le nom Montbrun désignerait :
- un « mont sombre » d'après Dauzat et Rostaing[réf. nécessaire],
- une forteresse d'après Élizabeth Sauze[16].

## Histoire

### Préhistoire
- Objets de la période magdalénienne[17].

### Antiquité: les Gallo-romains
Établissement romain[réf. nécessaire].

### Du Moyen Âge à la Révolution
Au XIIe siècle, l'abbaye Saint-André de Villeneuve-lès-Avignon y possédait un prieuré et trois églises, dont elle percevait les revenus. Au XIIIe siècle, elle conserve une église ainsi que le prieuré.
La seigneurie :
- 1263 : la terre est possédée par les Cotte, et dont une partie fut vendue par les Agoult aux Mévouillon.
- 1284 : possession des Baux de Brantes.
- Les Baux de Brantes la donne aux dauphins.
- Peu après : les dauphins la donne aux Dupuy (les Dupuy prendront le nom de cette terre : les Dupuy-Montbrun[17].).
- 1287 : les Dupuy transigent avec les habitants du lieu au sujet de leurs droits.
- 1309 : les Dupuy sont seigneurs de la moitié de la terre.
- 1388 : l'autre moitié appartient aux Saluces.
- XVe siècle : les Dupuy possèdent toute la terre.
- 1620 : les Dupuy obtiennent l'érection de Montbrun en marquisat.
- 1748 : la terre passe (par mariage) aux Bimard.
- 1770 : elle passe (par mariage) aux Sade, derniers seigneurs.

Pendant les guerres de Religion, Charles Dupuy de Montbrun (1530-1575), lieutenant, puis successeur du féroce baron des Adrets, devient le chef des calvinistes. Il se bat avec bravoure et on le surnomme « le Bayard protestant » ou « le Brave ». Blessé et fait prisonnier au pont de Blacons en Diois, il est conduit à Grenoble où le parlement le condamne à mort par arrêt du 12 août 1575 à cause de toutes les exactions, pillages et meurtres qu'il a commis. Son exécution a lieu le lendemain[réf. nécessaire].
- Il aura conquis presque tout le Dauphiné[17].

Sous l'Ancien Régime, la communauté gérait ses affaires de manière autonome, tous les habitants ayant part à l'assemblée du village. Cette assemblée était fréquentée de manière variable selon l'importance du sujet et l'espoir que les habitants pouvait avoir dans l'efficacité de la prise de décision.
Avant 1790, Montbrun était une communauté de l'élection de Montélimar et de la subdélégation et du bailliage de Buis-les-Baronnies.

Elle formait une paroisse du diocèse de Gap dont l'église, sous le vocable de Notre-Dame, était celle d'un prieuré de l'ordre de Saint-Benoît (de la dépendance de l'abbaye de Saint-André de Villeneuve-lès-Avignon) dont le titulaire avait la collation de la cure et les dîmes de cette paroisse.

### De la Révolution à nos jours
En 1790, Montbrun devient le chef-lieu d'un canton du district de Buis-les-Baronnies, comprenant les municipalités de Aulan, Barret-de-Lioure, Ferrassières, Montbrun, Montfroc, le Poët-en-Percip, Reilhanette, Vers et Séderon.

La réorganisation de l'an VIII (1799-1800) en fait une simple commune du canton de Séderon.

## Politique et administration

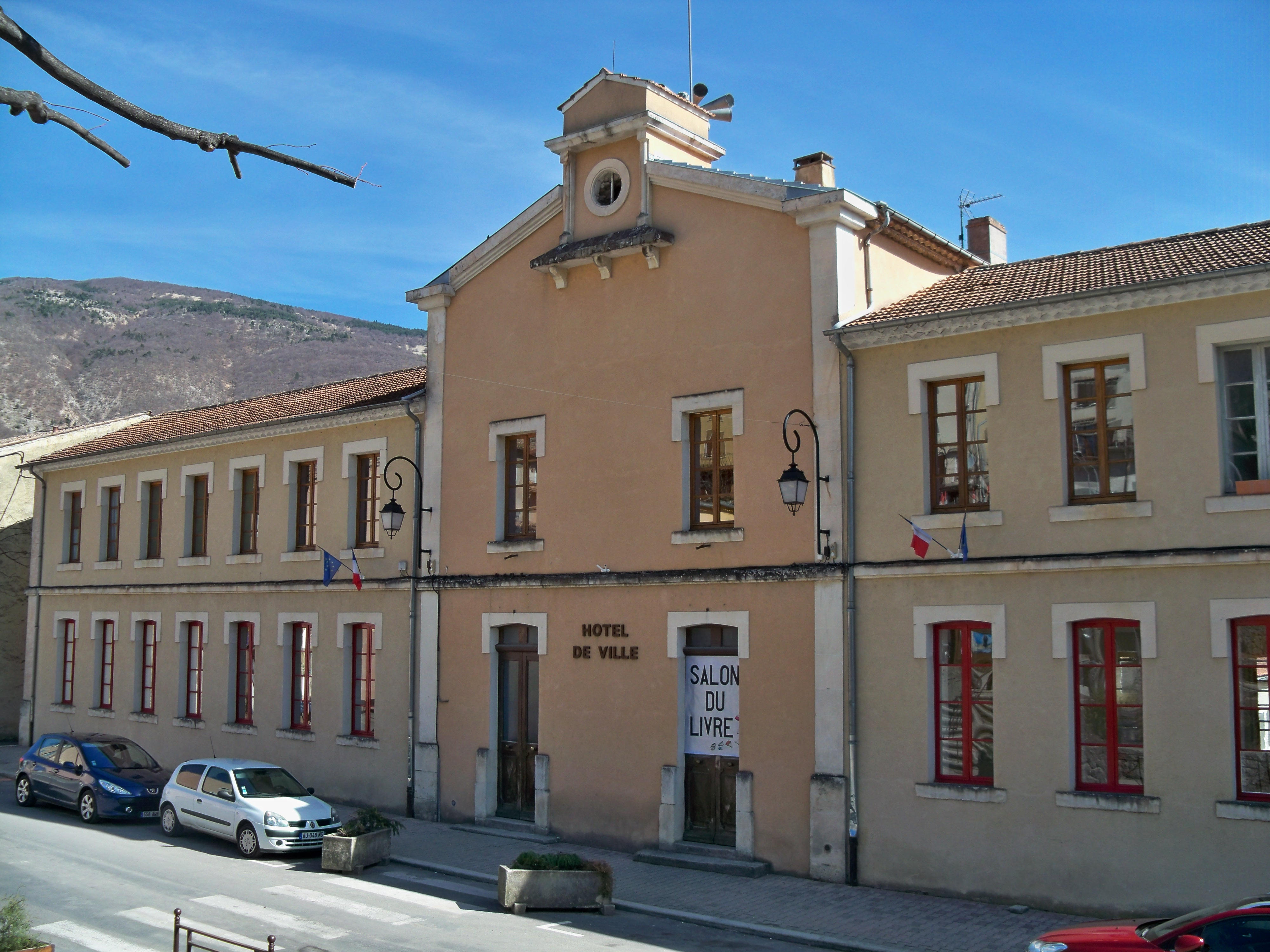
Mairie de Montbrun-les-Bains.

### Liste des maires
| Période                                  | Période                       | Identité                           | Étiquette | Qualité            |
| ---------------------------------------- | ----------------------------- | ---------------------------------- | --------- | ------------------ |
| Les données manquantes sont à compléter. |                               |                                    |           |                    |
| 1871                                     |                               | ?                                  |           |                    |
| 1874                                     |                               | ?                                  |           |                    |
| 1878                                     |                               | ?                                  |           |                    |
| 1884                                     |                               | ?                                  |           |                    |
| 1888                                     |                               | ?                                  |           |                    |
| 1892                                     |                               | ?                                  |           |                    |
| 1896                                     |                               | ?                                  |           |                    |
| 1900                                     |                               | ?                                  |           |                    |
| 1904                                     |                               | ?                                  |           |                    |
| 1908                                     |                               | ?                                  |           |                    |
| 1912                                     |                               | ?                                  |           |                    |
| 1919                                     |                               | ?                                  |           |                    |
| 1925                                     |                               | ?                                  |           |                    |
| 1929                                     |                               | ?                                  |           |                    |
| 1935                                     |                               | ?                                  |           |                    |
| 1945                                     |                               | ?                                  |           |                    |
| 1947                                     |                               | ?                                  |           |                    |
| 1953                                     |                               | ?                                  |           |                    |
| 1959                                     |                               | ?                                  |           |                    |
| 1965                                     |                               | ?                                  |           |                    |
| 1971                                     |                               | ?                                  |           |                    |
| 1977                                     | ?                             | Louis Rousselle                    | PS        |                    |
| 1983                                     |                               | ?                                  |           |                    |
| 1989                                     |                               | ?                                  |           |                    |
| 1995                                     |                               | ?                                  |           |                    |
| 2001                                     | 2005                          | Marie-Rose Bourrely                |           |                    |
| 2005 (statut ?)                          | 2008                          | Paul Arnoux                        | PS        | conseiller général |
| 2008                                     | En cours (au 16 janvier 2021) | Didier Gillet[source insuffisante] |           |                    |

### Politique environnementale
En 2011, la commune a mis en place un programme Agenda 21 local.
Le village est classé parmi les 157 plus beaux villages de France.

### Jumelages
Aucun accord de jumelage.

## Population et société

### Démographie
L'évolution du nombre d'habitants est connue à travers les recensements de la population effectués dans la commune depuis 1793. Pour les communes de moins de 10 000 habitants, une enquête de recensement portant sur toute la population est réalisée tous les cinq ans, les populations de référence des années intermédiaires étant quant à elles estimées par interpolation ou extrapolation. Pour la commune, le premier recensement exhaustif entrant dans le cadre du nouveau dispositif a été réalisé en 2006.

En 2022, la commune comptait 444 habitants, en stagnation par rapport à 2016 (Drôme : +2,64 %, France hors Mayotte : +2,11 %).
| 1793  | 1800  | 1806  | 1821  | 1831  | 1836  | 1841  | 1846  | 1851  |
| ----- | ----- | ----- | ----- | ----- | ----- | ----- | ----- | ----- |
| 1 060 | 1 022 | 1 152 | 1 312 | 1 446 | 1 341 | 1 360 | 1 407 | 1 381 |

| 1856  | 1861  | 1866  | 1872  | 1876  | 1881  | 1886  | 1891  | 1896  |
| ----- | ----- | ----- | ----- | ----- | ----- | ----- | ----- | ----- |
| 1 288 | 1 328 | 1 360 | 1 338 | 1 349 | 1 267 | 1 259 | 1 160 | 1 102 |

| 1901  | 1906 | 1911 | 1921 | 1926 | 1931 | 1936 | 1946 | 1954 |
| ----- | ---- | ---- | ---- | ---- | ---- | ---- | ---- | ---- |
| 1 032 | 910  | 911  | 712  | 658  | 643  | 603  | 552  | 535  |

| 1962 | 1968 | 1975 | 1982 | 1990 | 1999 | 2006 | 2011 | 2016 |
| ---- | ---- | ---- | ---- | ---- | ---- | ---- | ---- | ---- |
| 482  | 464  | 479  | 523  | 467  | 428  | 438  | 415  | 444  |

| 2021 | 2022 | - | - | - | - | - | - | - |
| ---- | ---- | - | - | - | - | - | - | - |
| 443  | 444  | - | - | - | - | - | - | - |

### Services et équipements
- Un bureau de poste[réf. nécessaire],
- une médiathèque[25],
- une gendarmerie[réf. nécessaire].

### Enseignement
La commune dépend de l'académie de Grenoble. Montbrun-les-Bains possède une école maternelle (18 enfants) et élémentaire (39 enfants) qui se situe au rez-de-chaussée du bâtiment de la mairie.

L'école accueille également les enfants des villages alentour, dans trois classes.

### Santé
- Cabinet médical,
- cabinet de kinésithérapeute et ostéopathe,
- cabinet infirmier,
- une pharmacie[réf. nécessaire].

#### La station thermale

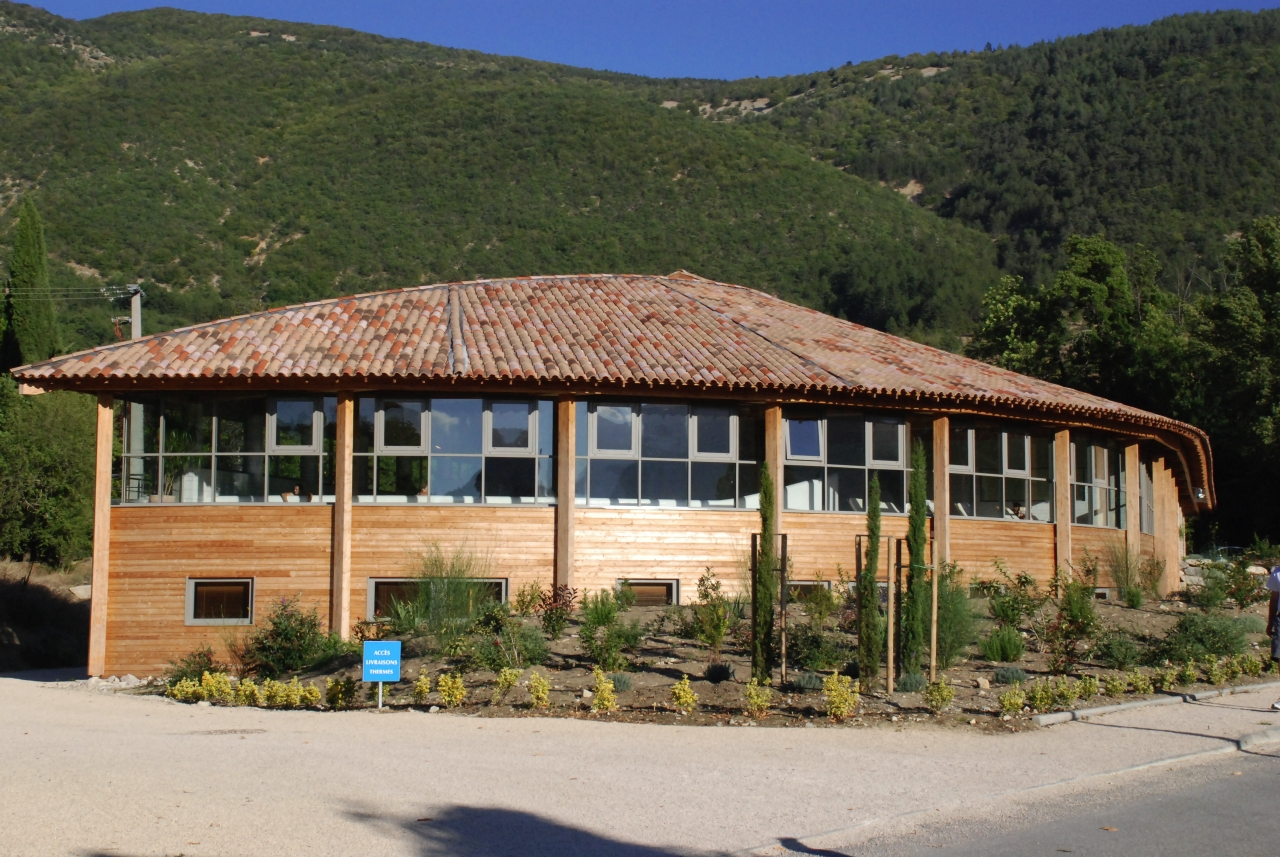
Établissement thermal.

La commune doit son « -les-Bains » à une station thermale qui exploite des eaux sulfurées, déjà utilisée sous l'Antiquité, pour soulager les rhumatismes et soigner les voies respiratoires[réf. nécessaire].
Ce centre de thermalisme est situé à l'extrémité occidentale de la montagne de Lure. Depuis 2006, l’établissement thermal a été agrandi et constitue un élément majeur de la vie économique de la commune et ses environs.

Ses sources d'eau fortement sulfurées étaient déjà connues du temps des Romains et la station fut très en vogue dès le XVIe siècle.

La Première Guerre mondiale lui fut fatale et elle ne put rouvrir que dans les années 1970. Elle traitait alors les affections respiratoires, l'arthrose, les rhumatismes, l'ostéoporose et les séquelles de traumatismes.

Actuellement, elle offre, en plus, un espace détente avec piscine thermale, sauna, terrasse avec jacuzzi, aquagym et stage de relaxation. Quant à l'institut, il propose des soins à la carte à partir d'un forfait de un à cinq jours allant de la balnéothérapie, au modelage et aux soins esthétiques.

### Manifestations culturelles et festivités
- Fête : le premier dimanche d'août (pendant trois jours)[17].
- Fête votive : le deuxième week-end de septembre[réf. nécessaire].
- La journée Bien-être au Naturel se déroule le premier dimanche de septembre[réf. nécessaire].

### Loisirs
- Pêche[17].
- Le Sentier de grande randonnée 91, reliant Grenoble à Fontaine-de-Vaucluse, passe par Montbrun-les Bains.

### Sports
- Equipement sportif[17].

### Cultes
La paroisse catholique de Montbrun-les-Bains dépend du Diocèse de Valence, doyenné de Buis-les-Baronnies.

## Économie

### Agriculture
En 1992 : lavande (essence), tilleul, menthe, amandiers, vignes, ovins, caprins, apiculture (miel), fruits secs, plantes aromatiques et médicinales.
- Coopérative agricole[17].

Le samedi matin, un marché provençal est organisé.
Le marché aux fromages se déroule le premier dimanche d'avril[réf. nécessaire].
L'élevage caprin est la seule activité agricole importante. Montbrun-les-bains se trouve dans la zone de production de deux AOC de fromages : le Picodon et le Banon.

La production de lavande et de tilleul importante autrefois, est devenue quasi inexistante. Le terroir de la commune fait partie de la zone de production de vins labellisés Coteaux-des-baronnies[réf. nécessaire].

### Commerces
Le village possède plusieurs commerces[réf. nécessaire] :
- Un supermarché de proximité,
- une épicerie associative bio,
- un tabac-Presse,
- une boulangerie,
- une pâtisserie / salon de thé,
- une station service,
- des restaurants.

### Industrie
Deux entreprises, anciennes et réputées, se trouvent sur la commune. Elles sont spécialisées, l'une, dans les plantes aromatiques et médicinales, l'autre, dans les huiles essentielles[réf. nécessaire].

### Tourisme
Des visites du village sont régulièrement organisées par l'Office de Tourisme[réf. nécessaire].
Hébergement :
- Camping[17].
- Deux villages de vacances ainsi que deux résidences de tourisme[réf. nécessaire].

L'un des villages de vacances est un VVF Villages, anciennement Village Vacances Famille. L'autre village de vacances est un centre VLL (Vacances Léo Lagrange) en partenariat avec la CCAS (comité d'entreprise d'EDF)[réf. nécessaire].
Le VVF possédait 40 gites en 1992.
Depuis 2012, Montbrun-les-Bains est devenu une Station Verte.

## Culture locale et patrimoine

### Lieux et monuments
- Vieux village (MH) établi sur la colline[17].
- Église Notre-Dame de Montbrun-les-Bains du XIIe siècle : retable (XVIIe siècle) (de Bernus[32]) encadrant un tableau de Joseph Parrocel (restauré)[17].
- Beffroi (MH) du XIVe siècle : créneaux et mâchicoulis[17].
  - Tour de l'Horloge nommé Beffroi : tour-porte quadrangulaire du XIVe siècle, crénelée et surmontée d'un campanile avec une lanterne en fer forgé. Le village s'entourait d'une enceinte à quatre portes[réf. nécessaire].
- Château de la Famille du Puy-Montbrun maintenant seulement des Ruines : style Renaissance (XVIe siècle)[17]..
- Fontaine[17].

Le village compte seize fontaines des XIXe siècle et du début du XXe siècle dont celle du Beffroi (datée de 1841) qui se trouvait au centre de la place et qui fut déplacée en 1905 dans un angle.
- Château des Gipières, établissement de bains du XIXe siècle[réf. nécessaire].
- Château Reybaud, donjon isolé de plan quadrangulaire construit à l'aplomb de la falaise[réf. nécessaire].

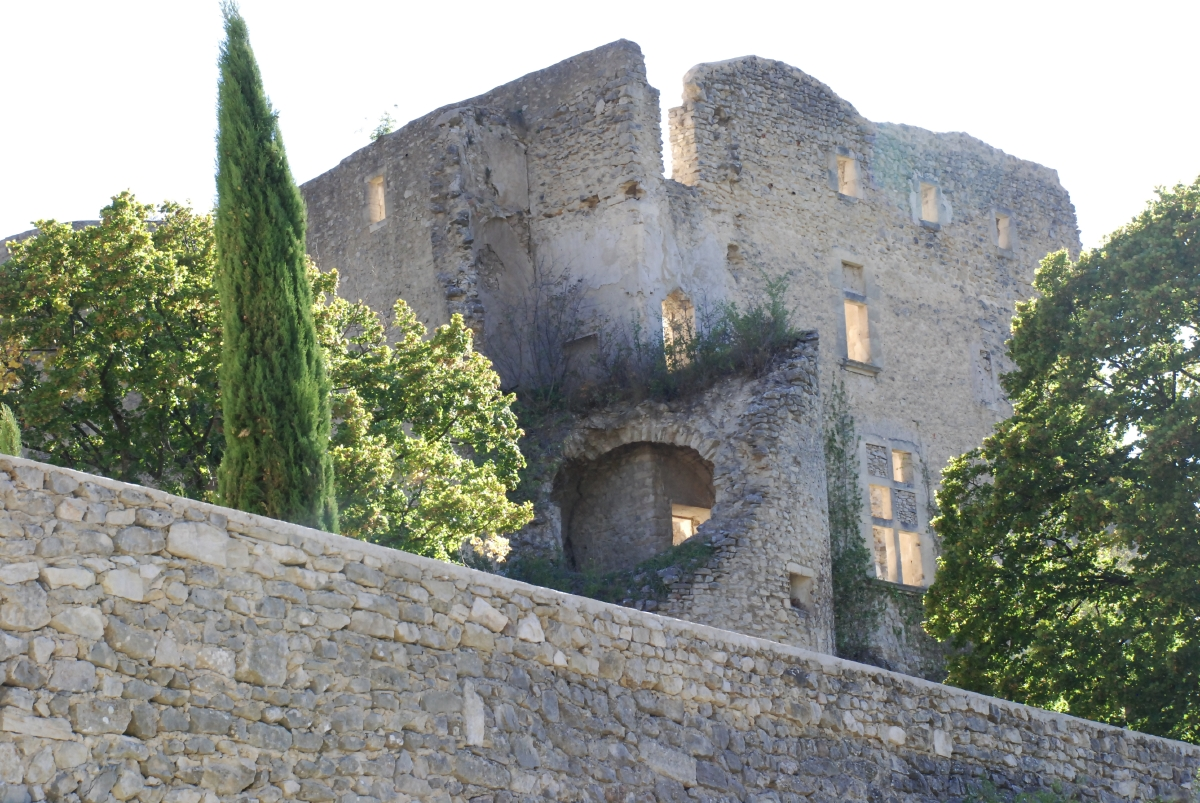
Château de la famille du Puy-Montbrun.
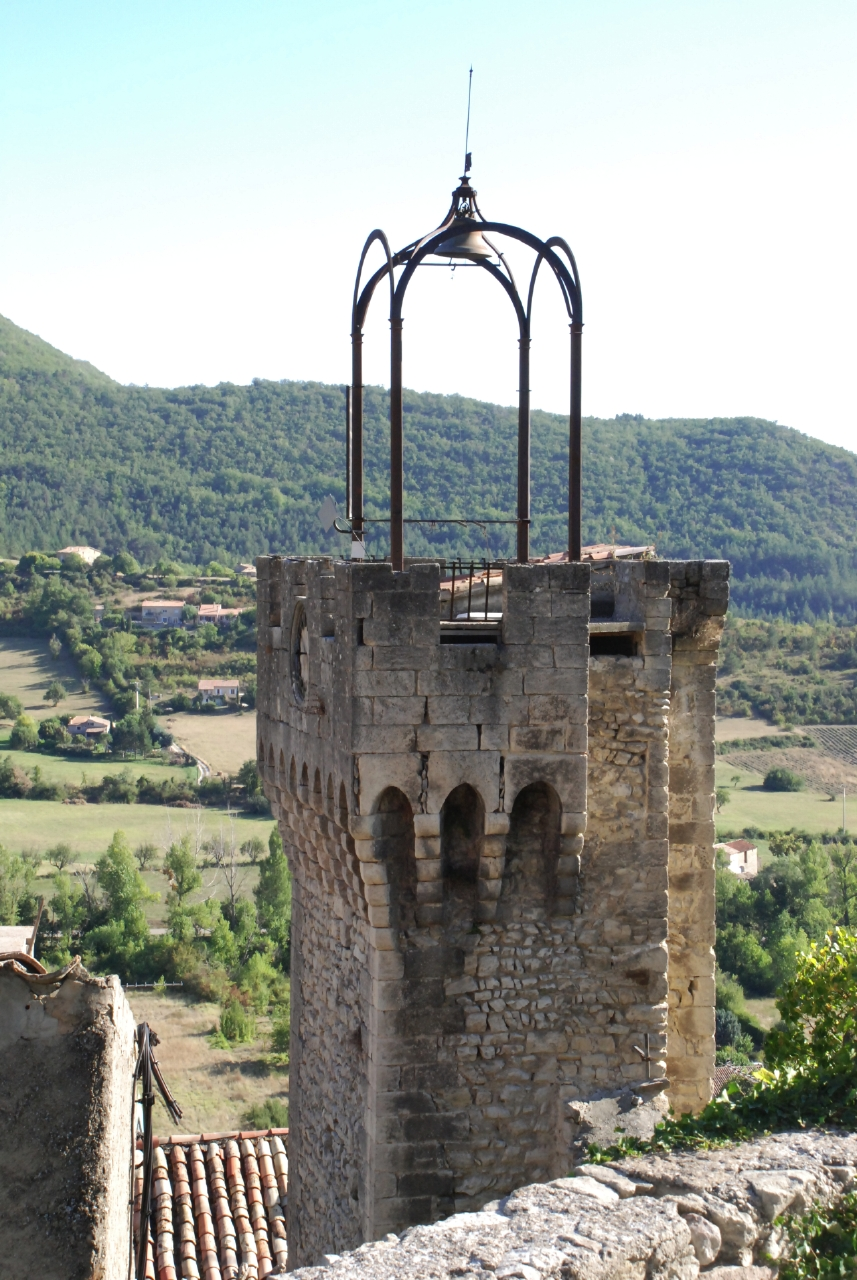
Campanile du beffroi.
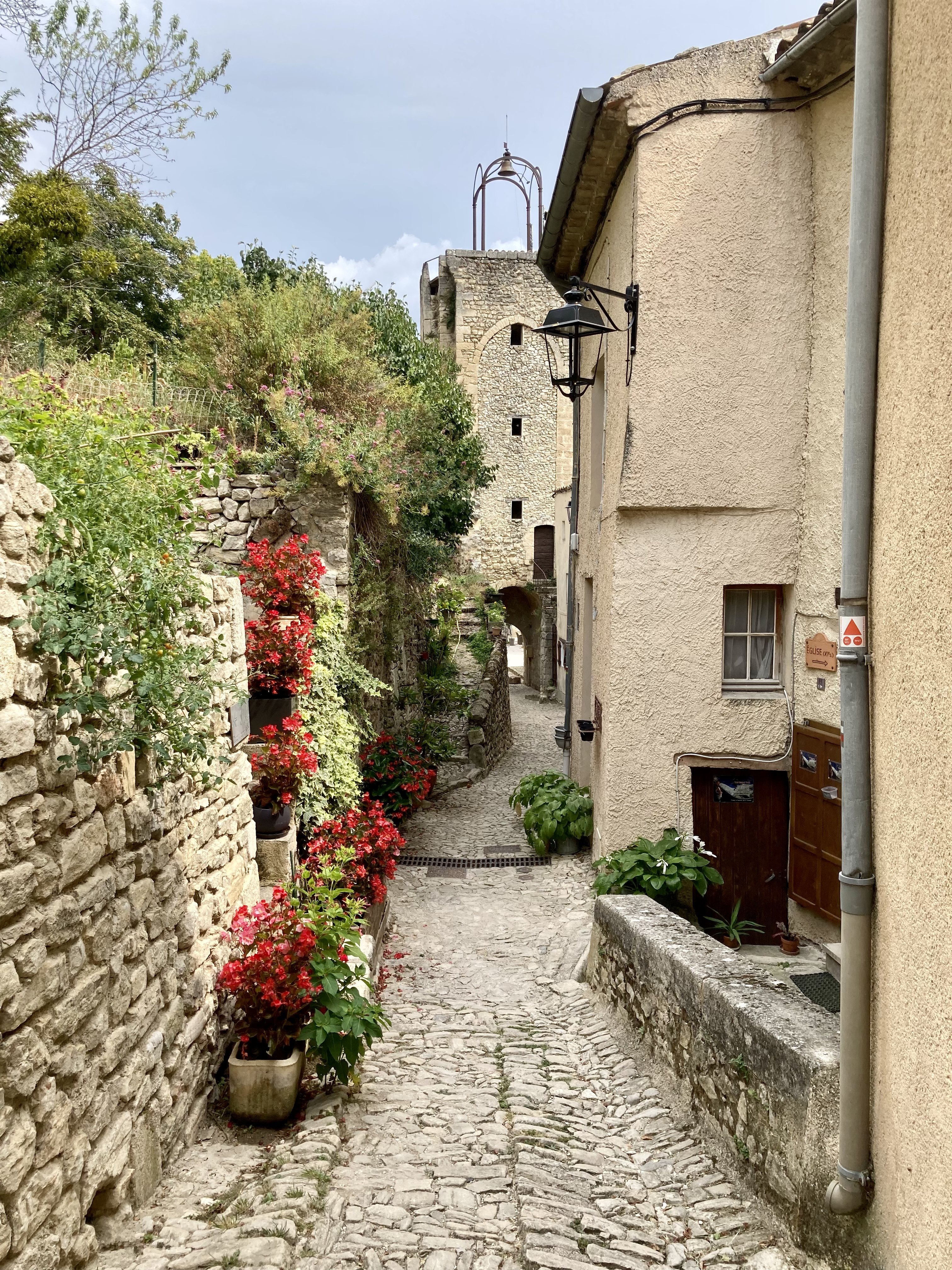
Beffroi.
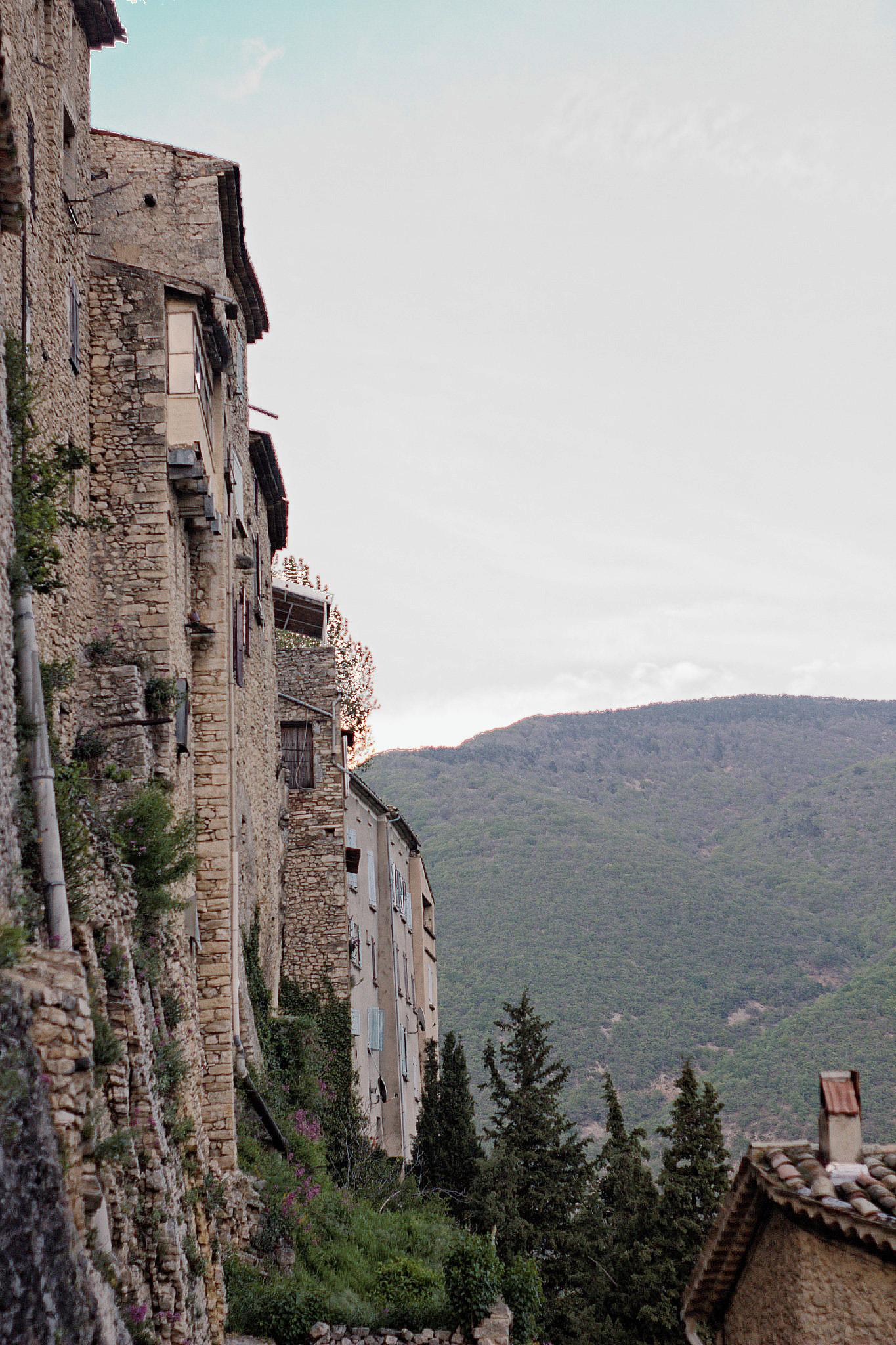
Façades des maisons formant fortification.
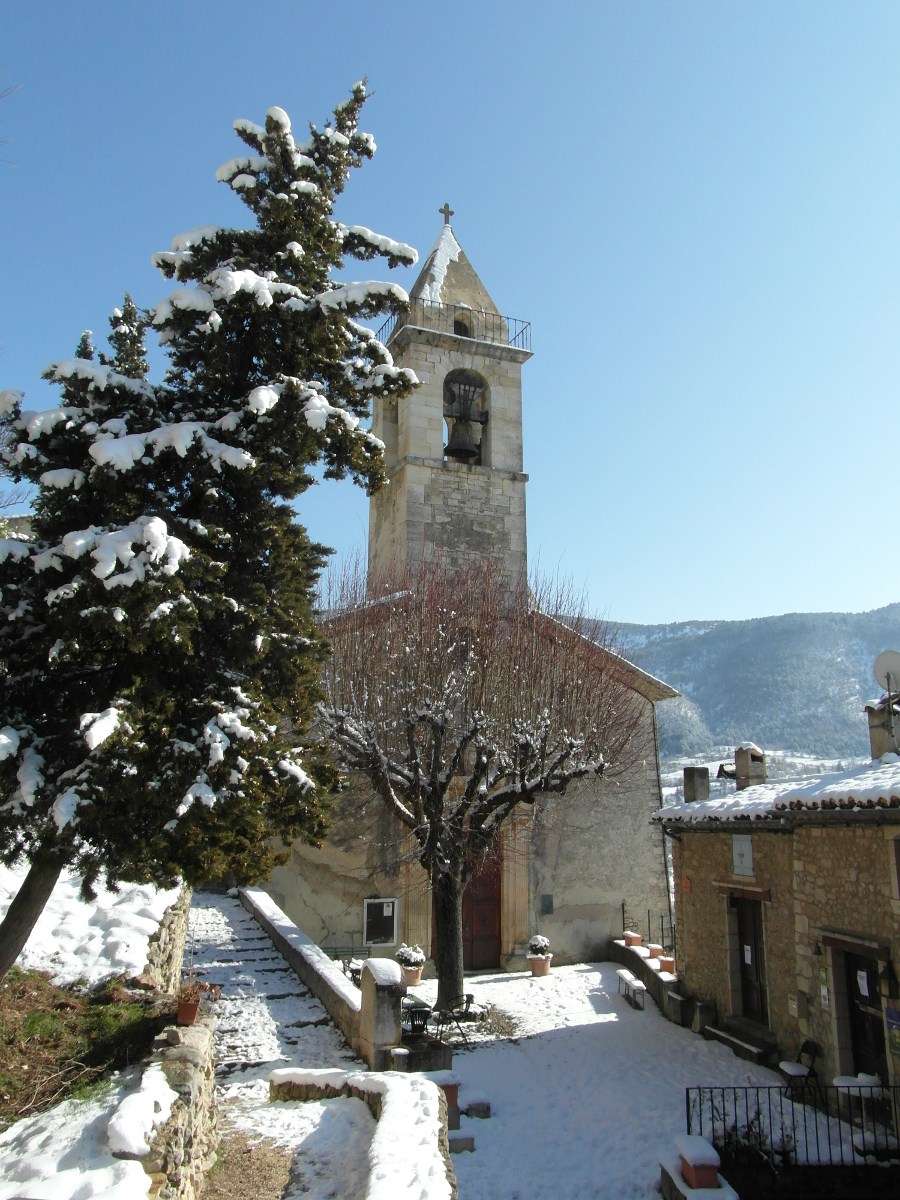
Église de Montbrun-les-Bains.
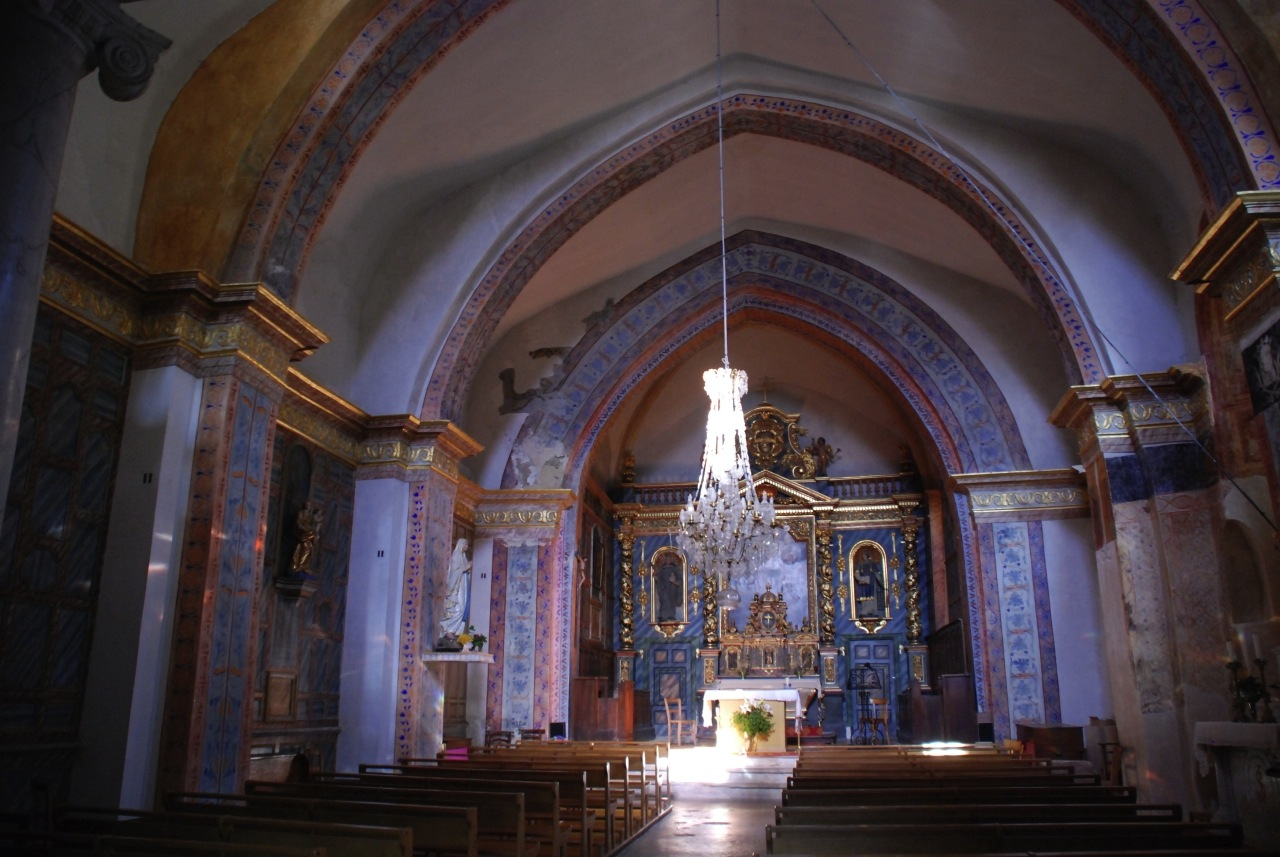
Chœur de l'église de Montbrun-les-Bains.
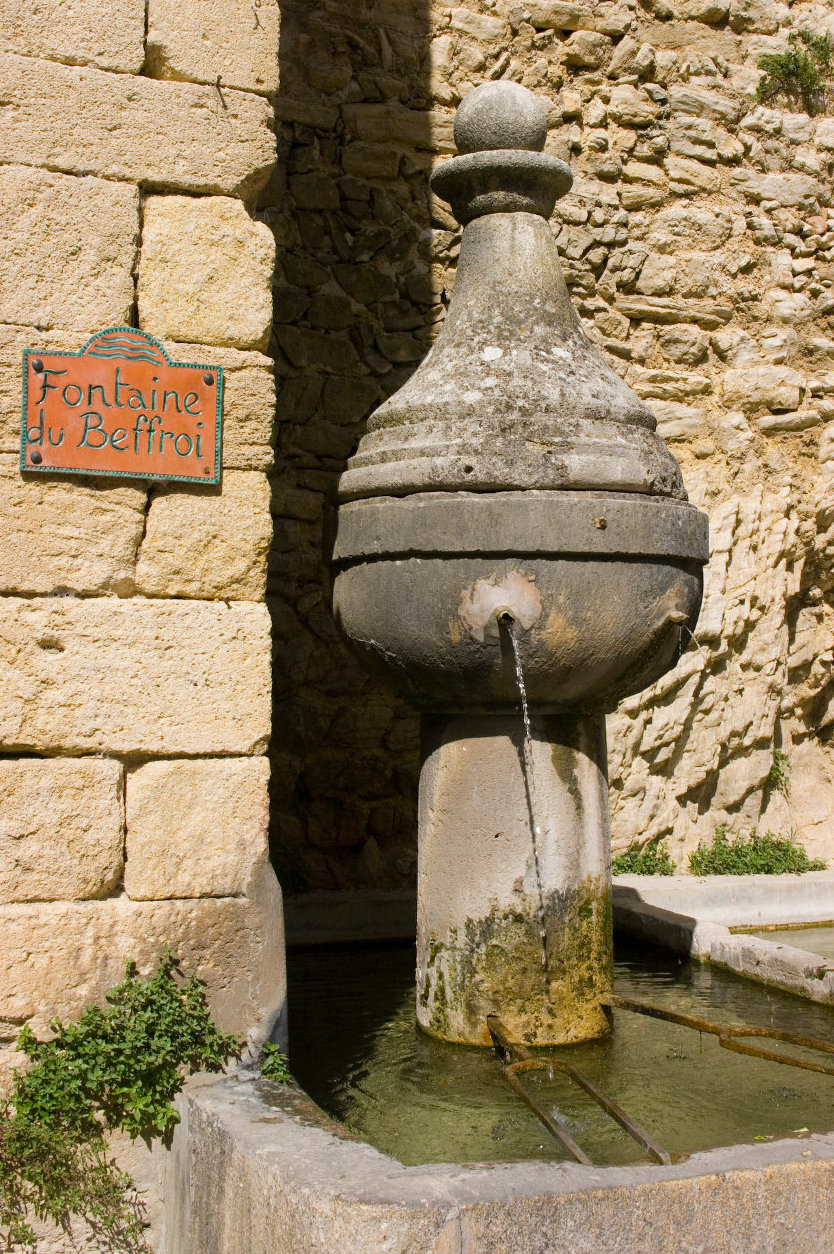
Fontaine place du Beffroi.
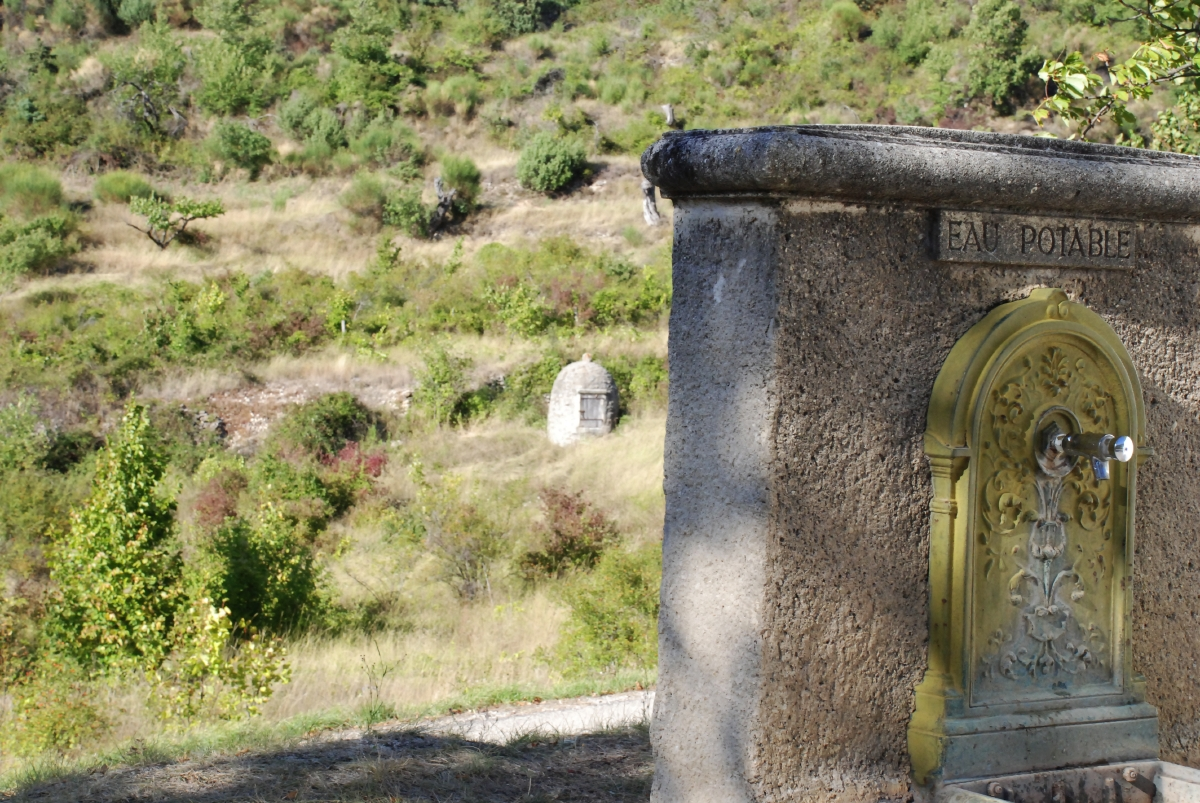
Puits couvert dans les champs, fontaine dans le village.
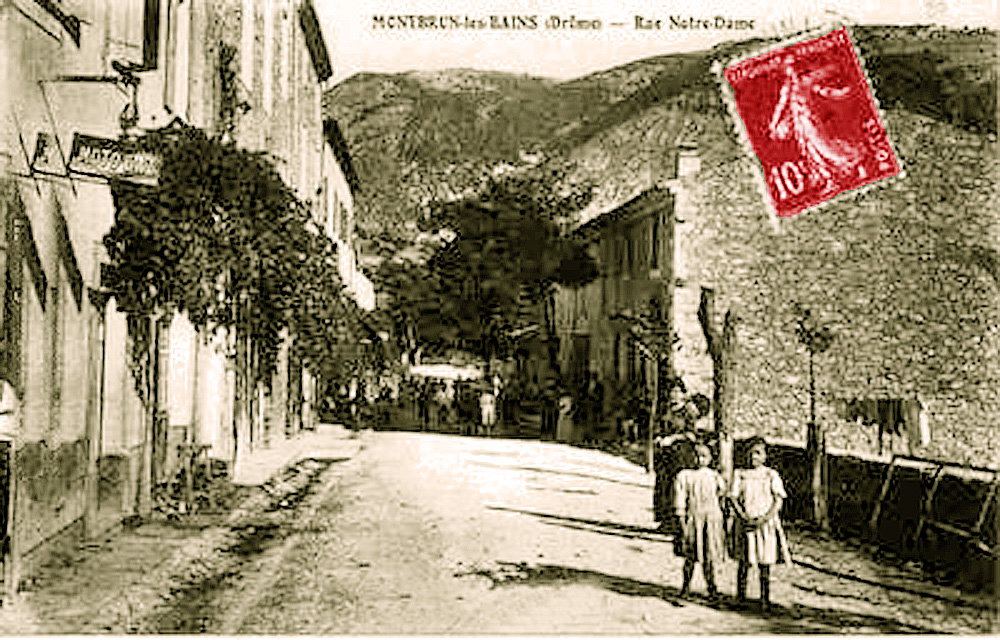
Maisons à treille au début du XXe siècle.

#### Les maisons en hauteur

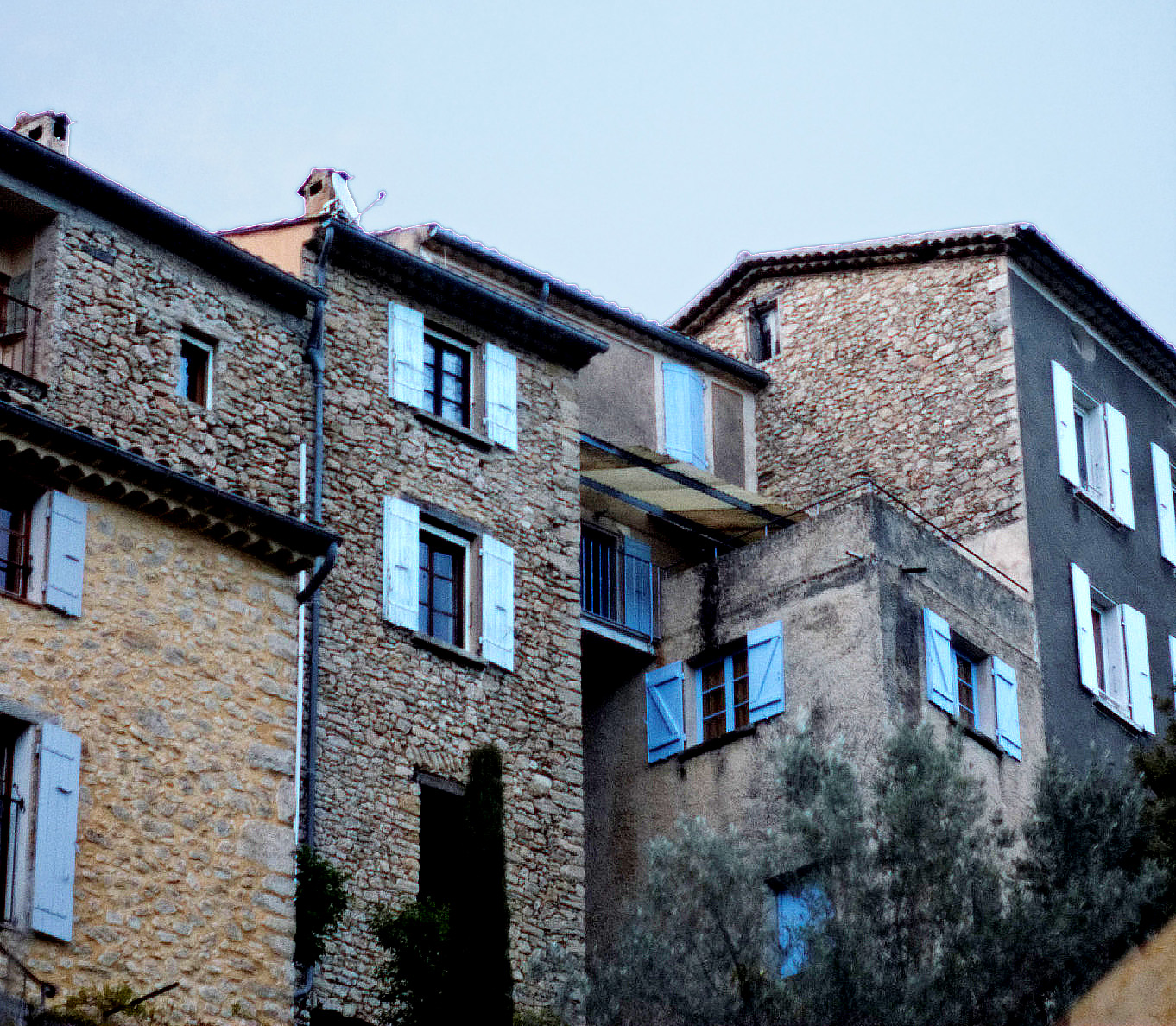
Maisons en hauteur à Montbrun.
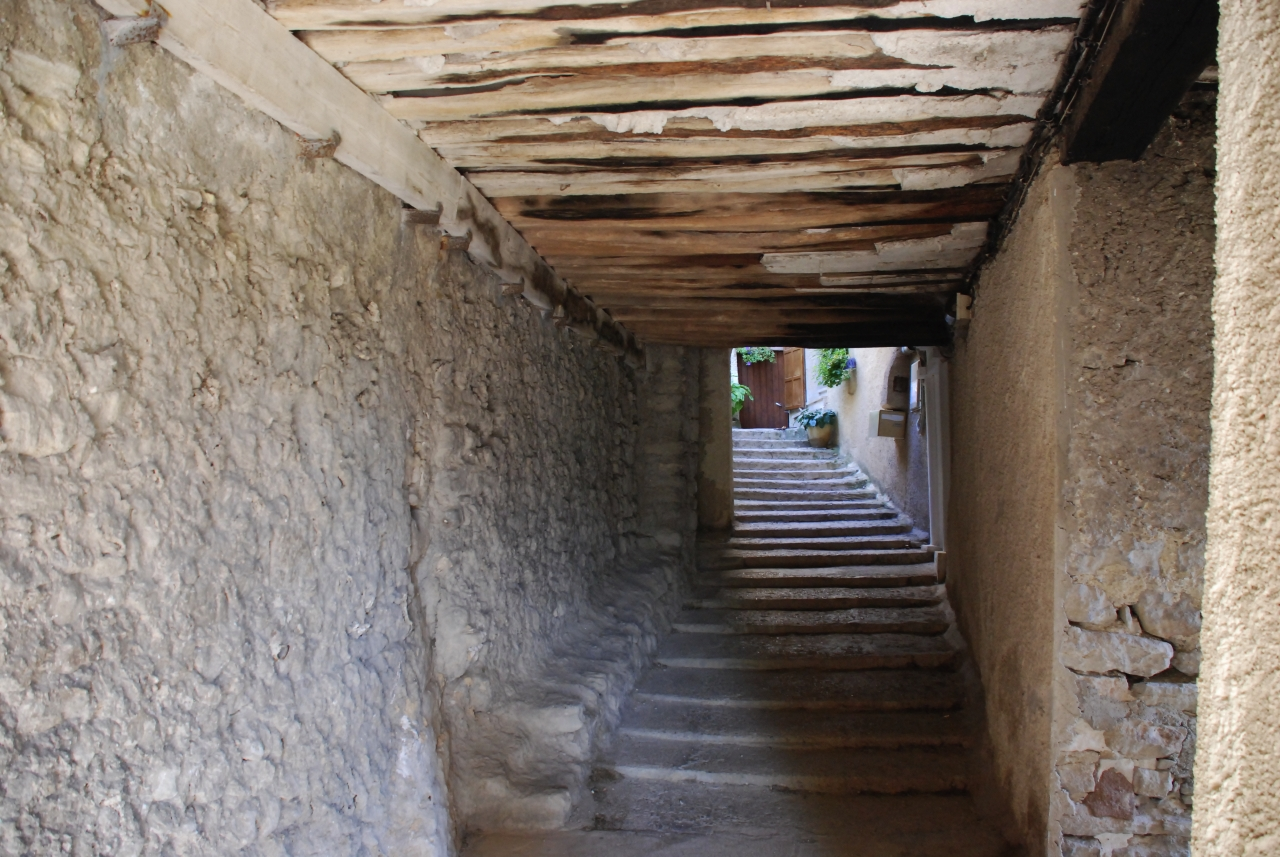
Soustets permettant le passage entre des maisons en hauteur.
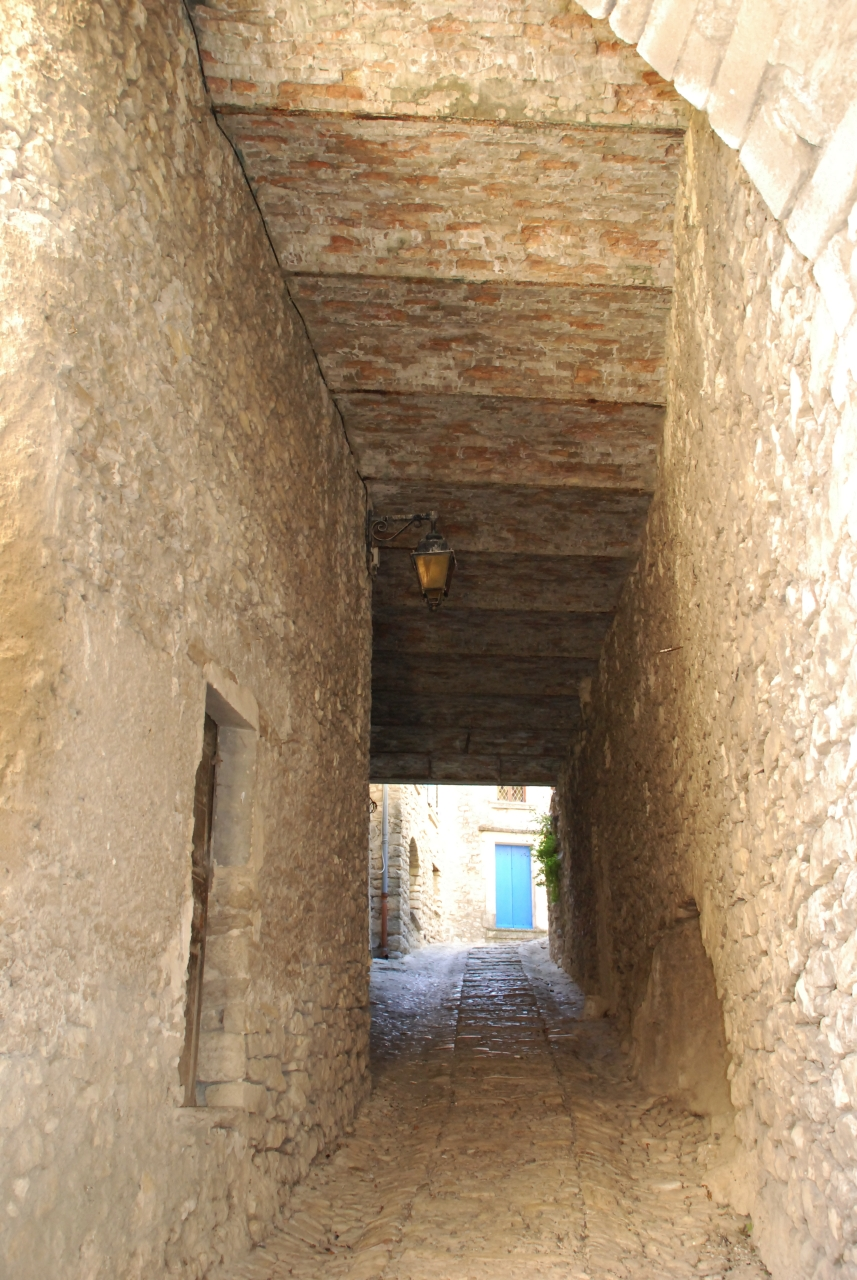
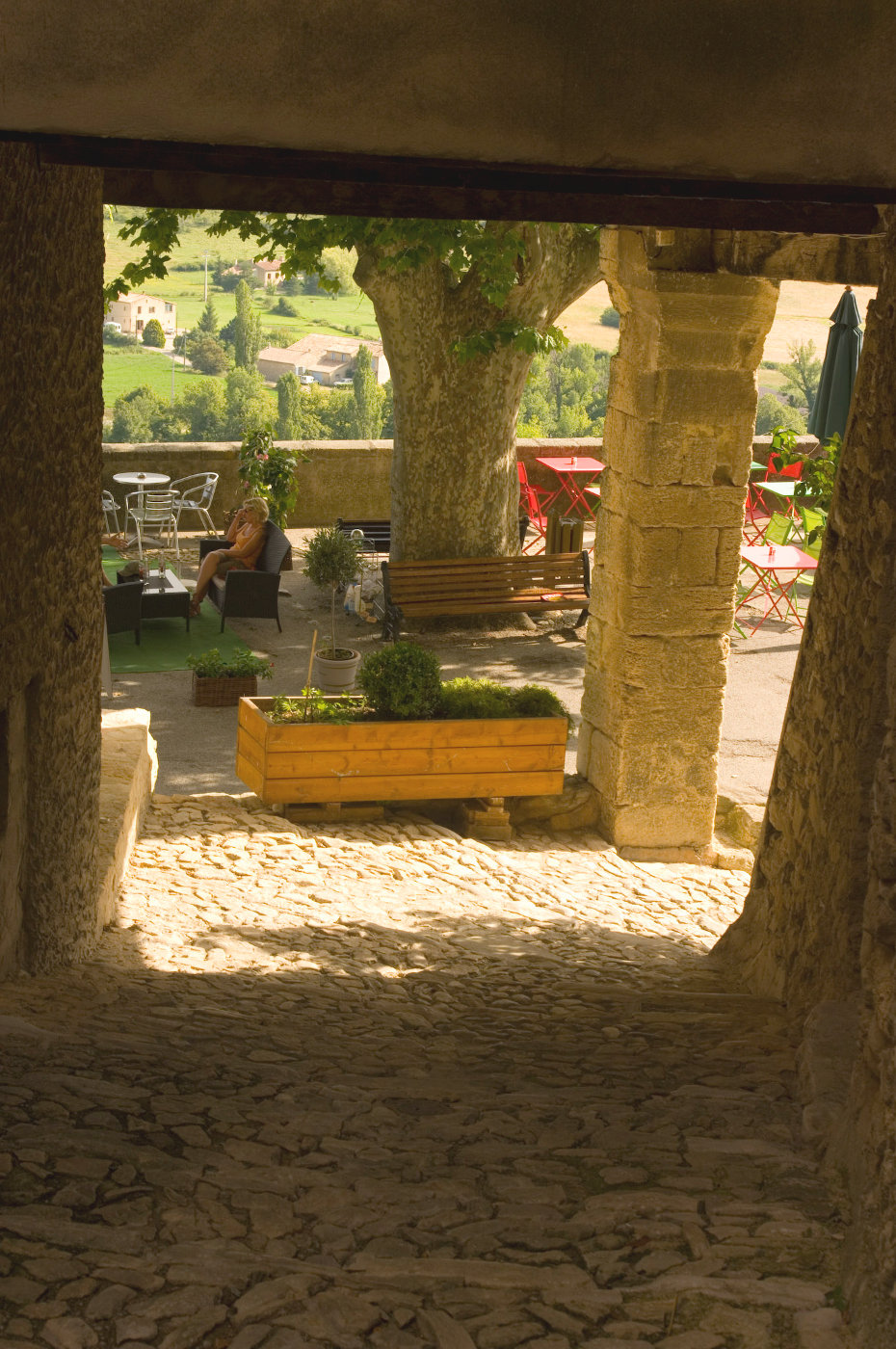
Soustet montée de la saute Montbrun-les-bains.

### Patrimoine naturel
- Gorges du Toulourenc[17].

La commune fait partie du Parc naturel régional des Baronnies provençales créé en 2015.

### Personnalités liées à la commune
- Charles du Puy-Montbrun (1530-1575), né à Montbrun-les-Bains : chef huguenot, décapité à Grenoble.

### Héraldique
| Blason de Montbrun-les-Bains | Blason  | D'azur à la bande d'or chargée de trois mouchetures d'hermine de sable.                    |
| Blason de Montbrun-les-Bains | Détails | Le statut officiel du blason reste à déterminer.                                           |
| Blason de Montbrun-les-Bains | Alias   | D'or, au lion de gueules armé et lampassé d'azur. Blason de la famille des Dupuy-Montbrun. |